# Parageron negevi
Parageron negevi is een vliegensoort uit de familie van de wolzwevers (Bombyliidae). De wetenschappelijke naam van de soort is in 1996 voor het eerst geldig gepubliceerd door Zaitzev.